# Segunda División B
A Segunda División B foi uma liga do Campeonato Espanhol que equivaleu a 3ª divisão espanhola. É disputada por 80 clubes divididos em 4 grupos regionalizados, cada um com 20 integrantes, o sistema de disputa é o de pontos corridos, aonde os clubes jogam entre sí no sistema de turno e returno dentro dos grupos. A partir da temporada 2021–22, a Segunda División B foi substituída pela Segunda División RFEF, que se tornou a quarta divisão, devido a criação de uma nova liga semi-profissional equivalente à terceira divisão, denominada de Primera División RFEF.

## Sistema de acesso e descenso
Ao final do campeonato os 4 primeiros colocados de cada grupo (em um total de 16) classificam-se para a "Promoción a Segunda" que é disputada em sistema eliminatório. Existem 4 chaves, cada uma encabeçada por um campeão de grupo. Na 1ª fase acontece um sorteio e os confrontos são entre os 1º colocados vs. 4º colocados e 2º colocados vs. 3º colocados. Na 2ª Fase os confrontos são entre os vencedores da 1ª Fase. O vencedor de cada chave (em um total de 4) é promovido para a Segunda Divisão.
Os 4 últimos colocados de cada grupo são rebaixados para a Quarta Divisão. O 5º último de cada grupo (16º colocado) classifica-se para a "Despromoción". Estes jogam em sistema eliminatório, os 2 perdedores são rebaixados a Quarta Divisão.
Os confrontos eliminatórios para ambos torneios são de ida e volta contabilizando os gols fora de casa em caso de empate.
Anteriormente a "Promoción a Segunda" era disputada em 4 quadrangulares, cada um encabeçado por um campeão de grupo. Porém com o calendário apertado, a organização do campeonato teve que mudar para fases eliminatórias.

## Clubes participantes da temporada 2016/17

### Grupo 1
|    | Time             | Fundação | Localização                     |  |
| 1  | Arandina         | 1987     | Aranda de Duero, Castela e Leão |  |
| 2  | Boiro            | 1966     | Boiro, Galiza                   |  |
| 3  | Burgos           | 1994     | Burgos, Castela e Leão          |  |
| 4  | Caudal           | 1918     | Mieres del Camino, Astúrias     |  |
| 5  | Celta de Vigo B  | 1927     | Vigo, Galiza                    |  |
| 6  | Coruxo           | 1930     | Vigo, Galiza                    |  |
| 7  | Guijuelo         | 1974     | Guijuelo, Castela e Leão        |  |
| 8  | Izarra           | 1924     | Estella, Navarra                |  |
| 9  | Lealtad          | 1918     | Villaviciosa, Astúrias          |  |
| 10 | Cultural Leonesa | 1923     | Leão, Castela e Leão            |  |
| 11 | Mutilvera        | 1993     | Mutilva, Navarra                |  |
| 12 | Osasuna B        | 1964     | Pamplona, Navarra               |  |
| 13 | Palencia         | 1975     | Palência, Castela e Leão        |  |
| 14 | Ponferradina     | 1922     | Ponferrada, Castela e Leão      |  |
| 15 | Pontevedra       | 1941     | Pontevedra, Galiza              |  |
| 16 | Racing Ferrol    | 1919     | Ferrol, Galiza                  |  |
| 17 | Racing Santander | 1913     | Santander, Cantábria            |  |
| 18 | Valladolid B     | 1942     | Valladolid, Castela e Leão      |  |
| 19 | Somozas          | 1984     | As Somozas, Galiza              |  |
| 20 | Tudelano         | 1935     | Tudela, Navarra                 |  |

### Grupo 2
|    | Time                       | Fundação | Localização                                |  |
| 1  | Albacete                   | 1940     | Albacete, Castela-Mancha                   |  |
| 2  | Amorebieta                 | 1925     | Amorebieta-Echano, País Basco              |  |
| 3  | Arenas de Getxo            | 1909     | Guecho, País Basco                         |  |
| 4  | Barakaldo                  | 1923     | Baracaldo, País Basco                      |  |
| 5  | Bilbao Athletic            | 1964     | Bilbau, País Basco                         |  |
| 6  | Fuenlabrada                | 1975     | Fuenlabrada, Comunidade de Madrid          |  |
| 7  | Gernika                    | 1922     | Guernica y Luno, País Basco                |  |
| 8  | Leioa                      | 1925     | Lejona, País Basco                         |  |
| 9  | Rayo Majadahonda           | 1976     | Majadahonda, Comunidade de Madrid          |  |
| 10 | Mensajero                  | 1924     | Santa Cruz de La Palma, Canárias           |  |
| 11 | Navalcarnero               | 1961     | Navalcarnero, Comunidade de Madrid         |  |
| 12 | Real Madrid Castilla       | 1930     | Madrid, Comunidade de Madrid               |  |
| 13 | Real Sociedad B            | 1951     | San Sebastián, País Basco                  |  |
| 14 | Real Unión                 | 1915     | Irun, País Basco                           |  |
| 15 | Sestao River               | 1996     | Sestao, País Basco                         |  |
| 16 | Socuéllamos                | 1924     | Socuéllamos, Castela-Mancha                |  |
| 17 | San Sebastián de los Reyes | 1971     | San Sebastián de los Reyes, Castela-Mancha |  |
| 18 | Toledo                     | 1928     | Toledo, Castela e Leão                     |  |
| 19 | UD Logroñés                | 1996     | Logroño, La Rioja                          |  |
| 20 | Zamudio                    | 1943     | Zamudio, País Basco                        |  |

### Grupo 3
|    | Time              | Fundação | Localização                        |  |
| 1  | Alcoyano          | 1928     | Alcoy, Comunidade Valenciana       |  |
| 2  | Atlético Baleares | 1920     | Palma de Maiorca, Ilhas Baleares   |  |
| 3  | Atlético Levante  | 1957     | Valencia, Comunidade Valenciana    |  |
| 4  | CF Badalona       | 1903     | Badalona, Catalunya                |  |
| 5  | Barcelona B       | 1970     | Barcelona, Catalunya               |  |
| 6  | Cornellà          | 1951     | Cornellà de Llobregat, Catalunya   |  |
| 7  | Ebro              | 1942     | Saragoça, Aragão                   |  |
| 8  | Eldense           | 1921     | Elda, Comunidade Valenciana        |  |
| 9  | Espanyol B        | 1991     | Barcelona, Catalunya               |  |
| 10 | Gavà              | 1922     | Gavà, Catalunya                    |  |
| 11 | Hércules          | 1914     | Alicante, Comunidade Valenciana    |  |
| 12 | L'Hospitalet      | 1957     | Hospitalet de Llobregat, Catalunya |  |
| 13 | Llagostera        | 1947     | Llagostera, Catalunya              |  |
| 14 | Lleida Esportiu   | 2011     | Lérida, Catalunya                  |  |
| 15 | Mallorca B        | 1967     | Palma de Maiorca, Ilhas Baleares   |  |
| 16 | Prat              | 1945     | El Prat de Llobregat, Catalunya    |  |
| 17 | Sabadell          | 1903     | Barcelona, Catalunya               |  |
| 18 | Saguntino         | 1922     | Sagunt, Comunidade Valenciana      |  |
| 19 | Valencia Mestalla | 1944     | Valência, Comunidade Valenciana    |  |
| 20 | Villarreal B      | 1999     | Vila-real, Comunidade Valenciana   |  |

### Grupo 4
|    | Time                 | Fundação | Localização                          |  |
| 1  | Atlético Mancha Real | 1984     | Mancha Real, Andaluzia               |  |
| 2  | Cartagena            | 1995     | Cartagena, Região de Múrcia          |  |
| 3  | Córdoba B            | 1997     | Córdova, Andaluzia                   |  |
| 4  | El Ejido             | 2012     | El Ejido, Andaluzia                  |  |
| 5  | Extremadura          | 1924     | Almendralejo, Estremadura            |  |
| 6  | Granada B            | 1947     | Granada, Andaluzia                   |  |
| 7  | Jumilla              | 2011     | Jumilla, Região de Múrcia            |  |
| 8  | La Roda              | 1999     | La Roda, Castela-La Mancha           |  |
| 9  | Linares Deportivo    | 2009     | Linares, Andaluzia                   |  |
| 10 | Linense              | 1921     | La Línea de la Concepción, Andaluzia |  |
| 11 | Lorca FC             | 2003     | Lorca, Região de Múrcia              |  |
| 12 | Marbella             | 1997     | Marbella, Andaluzia                  |  |
| 13 | Melilla              | 1943     | Melilla, Melilla                     |  |
| 14 | Mérida               | 2013     | Mérida, Estremadura                  |  |
| 15 | Real Jaén            | 1922     | Xaém, Andaluzia                      |  |
| 16 | Real Murcia          | 1908     | Múrcia, Região de Múrcia             |  |
| 17 | Recreativo de Huelva | 1889     | Huelva, Andaluzia                    |  |
| 18 | San Fernando         | 2009     | San Fernando, Andaluzia              |  |
| 19 | Sanluqueño           | 1948     | Sanlúcar de Barrameda, Andalucía     |  |
| 20 | Villanovense         | 1992     | Villanueva de la Serena, Estremadura |  |

## Campeões
Da temporada inicial em 1977–78 até a temporada 2007–08 os campeões dos grupos eram declarados os campeões da Segunda División B. A partir da temporada 2008–09 foi criado um torneio mata-mata entre os 4 vencedores de cada grupo, os dois finalistas são promovidos à Segunda Divisão Espanhola.

### 1977-2008
| Temporadas | Campeões de cada grupo | Campeões de cada grupo | Campeões de cada grupo | Campeões de cada grupo | Outros times promovidos               |
| Temporadas | Grupo 1                | Grupo 2                | Grupo 3                | Grupo 4                | Outros times promovidos               |
| ---------- | ---------------------- | ---------------------- | ---------------------- | ---------------------- | ------------------------------------- |
| 1977–78    | Racing Ferrol          | Almería                | —                      | —                      | Algeciras, Castilla                   |
| 1978–79    | Palencia               | Levante                | —                      | —                      | Gimnàstic, Oviedo                     |
| 1979–80    | Barakaldo              | Linares                | —                      | —                      | Atlético Madrileño, Ceuta             |
| 1980–81    | Celta Vigo             | Mallorca               | —                      | —                      | Córdoba, Deportivo La Coruña          |
| 1981–82    | Barcelona B            | Xerez                  | —                      | —                      | Cartagena, Palencia                   |
| 1982–83    | Athletic Bilbao B      | Granada                | —                      | —                      | Algeciras, Tenerife                   |
| 1983–84    | Sabadell               | Lorca                  | —                      | —                      | Calvo Sotelo, Logroñés                |
| 1984–85    | Sestao                 | Rayo Vallecano         | —                      | —                      | Albacete, Deportivo Aragón            |
| 1985–86    | Figueres               | Xerez                  | —                      | —                      |                                       |
| 1986–87    | Tenerife               | —                      | —                      | —                      | Granada, Lleida, Real Burgos          |
| 1987–88    | Eibar                  | Mollerussa             | Salamanca              | Alzira                 |                                       |
| 1988–89    | Athletic Bilbao B      | Palamós                | Atlético Madrid B      | Levante                |                                       |
| 1989–90    | Avilés                 | Lleida                 | Albacete               | Orihuela               |                                       |
| 1990–91    | Real Madrid B          | Racing Santander       | Badajoz                | Barcelona B            | Compostela, Mérida                    |
| 1991–92    | Salamanca              | Sant Andreu            | Cartagena              | Marbella               | Badajoz, Lugo, Villarreal             |
| 1992–93    | Leganés                | Alavés                 | Murcia                 | Las Palmas             | Hércules, Toledo                      |
| 1993–94    | Salamanca              | Alavés                 | Gramenet               | CF Extremadura         | Getafe, Ourense                       |
| 1994–95    | Racing Ferrol          | Alavés                 | Levante                | Córdoba                | Almería, Écija, Sestao                |
| 1995–96    | Las Palmas             | Sporting Gijón B       | Levante                | Jaén                   | Atlético Madrid B, Ourense            |
| 1996–97    | Sporting Gijón B       | Aurrerá Vitoria        | Gimnàstic              | Córdoba                | Elche, Jaén, Numancia, Xerez          |
| 1997–98    | Cacereño               | Barakaldo              | Barcelona B            | Málaga                 | Mallorca B, Recreativo                |
| 1998–99    | Getafe                 | Cultural Leonesa       | Levante                | Melilla                | Córdoba, Elche                        |
| 1999–00    | Universidad LPGC       | Gimnástica Torrelavega | Gandía                 | Granada                | Jaén, Murcia, Racing Ferrol           |
| 2000–01    | Atlético Madrid B      | Burgos                 | Gramenet               | Cádiz                  | Gimnàstic, Ejido, Xerez               |
| 2001–02    | Barakaldo              | Barcelona B            | Real Madrid B          | Motril                 | Almería, Compostela, Getafe, Terrassa |
| 2002–03    | Universidad LPGC       | Real Unión             | Castellón              | Algeciras              | Cádiz, Ciudad de Murcia, Málaga B     |
| 2003–04    | Pontevedra             | Atlético Madrid B      | Lleida                 | Lanzarote              | Gimnàstic, Racing Ferrol              |
| 2004–05    | Real Madrid B          | Ponferradina           | Alicante               | Sevilla B              | Castellón, Hércules, Lorca            |
| 2005–06    | Universidad LPGC       | Salamanca              | Badalona               | Cartagena              | Las Palmas, Ponferradina, Vecindario  |
| 2006–07    | Pontevedra             | Eibar                  | Alicante               | Sevilla B              | Córdoba, Racing Ferrol                |
| 2007–08    | Rayo Vallecano         | Ponferradina           | Girona                 | Écija                  | Alicante, Huesca                      |

### 2008-Presente
| Temporadas | Campeões de cada grupo | Campeões de cada grupo | Campeões de cada grupo           | Campeões de cada grupo | Outros times promovidos |
| Temporadas | Grupo 1                | Grupo 2                | Grupo 3                          | Grupo 4                | Outros times promovidos |
| ---------- | ---------------------- | ---------------------- | -------------------------------- | ---------------------- | ----------------------- |
| 2008–09    | Real Unión             | Cartagena              | Alcoyano                         | Cádiz                  | Villarreal B            |
| 2009–10    | Ponferradina           | Alcorcón               | Sant Andreu                      | Granada                | Barcelona B             |
| 2010–11    | Lugo                   | Eibar                  | Sabadell                         | Murcia                 | Alcoyano, Guadalajara   |
| 2011–12    | Real Madrid Castilla   | Mirandés               | Atlético Baleares                | Cádiz                  | Lugo, Ponferradina      |
| 2012–13    | Tenerife               | Alavés                 | [[Centre d'Esports L'Hospitalet] | Jaén                   | Eibar                   |
| 2013–14    | Racing Santander       | Sestao River           | Llagostera                       | Albacete               | Leganés                 |
| 2014–15    | Oviedo                 | Huesca                 | Gimnàstic                        | Cádiz                  | Bilbao Athletic         |
| 2015–16    | Racing Santander       | Real Madrid Castilla   | Reus Deportiu                    | UCAM Murcia            | Cádiz, Sevilla B        |
| 2016–17    | Cultural Leonesa       | Albacete               | Barcelona B                      | Lorca FC               |                         |
| 2017–18    | Rayo Majadahonda       | Mirandés               | Mallorca                         | Cartagena              | Elche, Extremadura UD   |
| 2018–19    | Fuenlabrada            | Racing Santander       | Atlético Baleares                | Recreativo             | Ponferradina, Mirandés  |

Legenda
| Campeão | Vice-campeão | Outros times promovidos |

1. ↑  Promovido após o rebaixamento do Orihuela por crise financeira.